# Koggenland

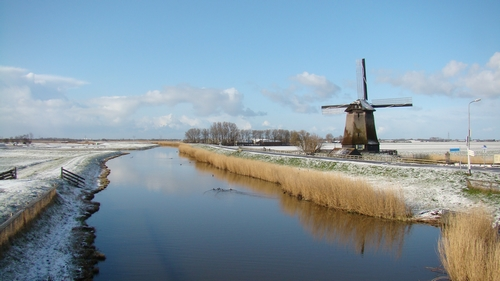
Schermerhorn väderkvarn.

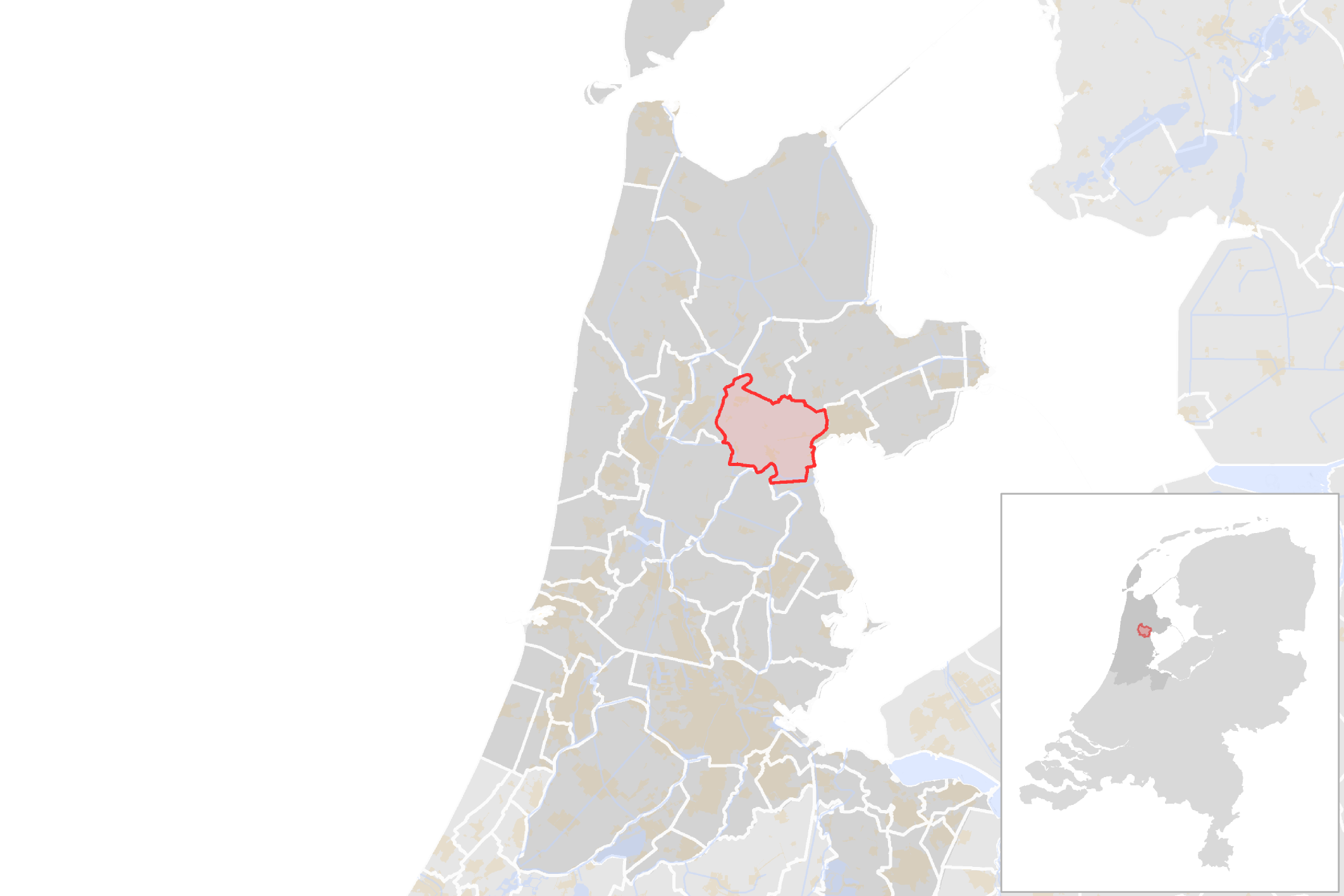
Koggenlands läge

Koggenland är en kommun i provinsen Noord-Holland i Nederländerna. Kommunens totala area är 84,13 km² (där 3,61 km² är vatten) och invånarantalet är på 22 551 (2017).